# Cosmopterix chalcelata
Cosmopterix chalcelata là một loài bướm đêm thuộc họ Cosmopterigidae. Loài này có ở Úc.